# CLDN3
CLDN3‏ (Claudin 3) هوَ بروتين يُشَفر بواسطة جين CLDN3 في الإنسان.